# مير مسجدي خان
السيد مير مسجدي خان (توفي عام 1841) هو واحد من العديد من قادة المقاومة الأفغان المشهورين  من السهل الشمالي الذين عارضوا تنصيب شجاع شاه الدراني (أو «شاه شجاع») أميرًا لأفغانستان من قبل حكومة الهند البريطانية خلال الفترة الحرب الأنجلو أفغانية الأولى. وواصل كفاحه الشرس ضد قوات الاحتلال في وحول كابل وشمال أفغانستان، حتى وفاته.

## حياته الشخصية
وُلد مير مسجدي خان في عائلة سيد. كان والده، صاحب زادة إسحاق جان خان، ثريًا مالكًا للأراضي في المنطقة، وكانت العائلة تحظى باحترام كبير في المنطقة لتعلمها الإسلامي والتقوى والنزاهة في الشؤون العامة.
قضت سنوات طفولة مير مسجدي في محيط ريفي شاعري، في اكتساب مهارات الفروسية والدفاع عن النفس، بالإضافة إلى دراسة القرآن والشريعة والأدب الفارسي.
نظرًا لأن عائلته كانت ذات نفوذ، وكان يتمتع بكرامة وحكمة فطرية منذ وقت مبكر، فقد ارتقى إلى مكانة بارزة في وقت مبكر وأصبح في الوقت المناسب أحد أكثر الرؤساء والأعيان الأفغان احترامًا في تلك الفترة.

## النضال والزوال
في البداية، مثل معظم الناس في عصره، نظر مير مسجدي إلى عودة شجاع شاه بمشاعر مختلطة: سعيد لوجود حاكم «شرعي» سادوزاي دراني  لكنه يشك في دوافع القوات البريطانية التي توّجته بالقوة.
ومع ذلك، سرعان ما أصبح واضحًا أن الشاه كان مجرد زعيم صوري، مع سيطرة سياسية حقيقية مع السير ويليام هاي ماكنغتن وضباط بريطانيين آخرين. بالإضافة إلى ذلك، أساءت الحامية البريطانية في كابل إلى الحساسيات الاجتماعية العامة بتجاوزاتهم، ولا سيما حرياتهم مع النساء،  وخرج السكان، الذين أثارهم الملالي وغيرهم من القادة الدينيين والروحيين، بما في ذلك مير مسجدي، في ثورة مفتوحة يعلنون أنفسهم للأمير المنفي السابق دوست محمد خان.
بسبب براعته الشخصية في التسلح ومكانته الروحية الاجتماعية المؤثرة، سرعان ما أصبح مير مسجدي أحد القادة الرئيسيين  للثورة الإقليمية في ذلك الوقت، وقام بتحصين وادي نجراب ومناطق أخرى في كوهيستان (العصر الحديث ولاية كابيسا) ضد القوات البريطانية ورفض الولاء لشجاع شاه  ونظمت أيضًا مقاومة في مدينة كابل وحولها. كان أحد الانتصارات الأولى لهذه المقاومة، تحت قيادة مير مسجدي، عندما قضوا على بعثة استكشافية تم إرسالها لتقليل شاريكار، حيث أصيب قائد هذه القوات البريطانية، الميجور إلدريد بوتينجر، بجروح خطيرة. ولفترة وجيزة، منح مير مسجدي الملاذ للهارب الأمير السابق دوست محمد، عندما كان قد فر من التقدم البريطاني إلى كابل وكان مختبئًا في هندو كوش.
في عام 1840، كان مير على وشك الاستسلام للقوات البريطانية في أفغانستان وتفاوض على تفاصيل هذا الاستسلام مع السير ألكسندر بيرنز. ومع ذلك، وفقًا للمؤرخ الإسكتلندي ويليام داريمبل، رفض البريطانيون احترام هذه الاتفاقية.
ثم أصبح مير شوكة كبيرة في خاصرة الحامية البريطانية في كابل، يضايقهم في كل منعطف، وسرعان ما بدأ ماكنجتن في البحث عن «حلول أخرى» للتخلص منه  وأعلن مكافأة كبيرة له، ميت أو حي. على الرغم من عدم ظهور الكثير من هذا في البداية، إلا أن القوات البريطانية بالتواطؤ مع بعض القادة المحليين الذين تلقوا رشوة، تمكنت في نهاية المطاف من مصادرة معظم ممتلكات وعقارات مير مسجدي  وتم تحويله إلى العيش في التلال والوديان، في كثير من الأحيان في ضائقة مالية رهيبة. قرابة أوائل عام 1841، يُزعم أن ماكنغتن قرر بعد ذلك ترتيب اغتيال مير مسجدي، من خلال المكائد الدبلوماسية لوكيله الهندي الخاص السري موهان لال زوتشي تحت الاسم الحركي «آغا حسن كشمير»،  وكان مير مسجدي قريبًا بعد ذلك أصيب بمرض مفاجئ وتوفي في غضون يوم أو يومين، ربما بسبب التسمم.
واليوم، لا يزال يُذكر مير مسجدي خان في أفغانستان وشمال غرب باكستان على أنه غازي (مجاهد) وشهيد ضحى بنفسه من أجل الإسلام والوطن. في أفغانستان الحالية، تُعد «جائزة مير مسجدي خان» من أرفع الجوائز المدنية في البلاد عن الخدمة العامة المتفانية، تقديراً لمكانته التاريخية ودوره.